# Joseph Raz

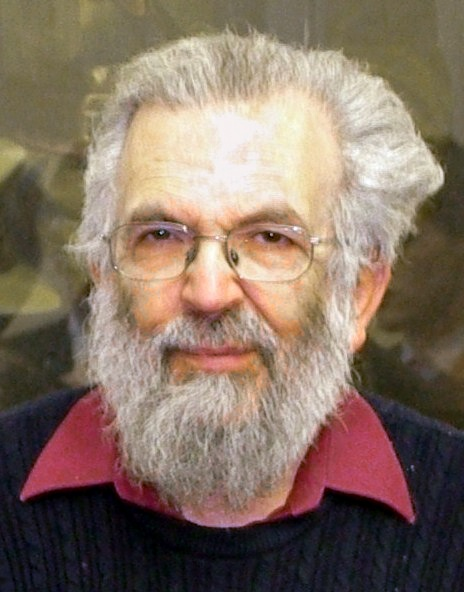
Joseph Raz (2009)

Joseph Raz (21. März 1939 in Palästina – 2. Mai 2022 in London) war ein israelischer Philosoph und Jurist, der vorwiegend an politischen, ethischen und rechtsphilosophischen Problemen arbeitete. Er war einer der prominentesten heutigen Vertreter des Rechtspositivismus.

## Biografie
Joseph Raz wurde 1939 in Palästina geboren. Er studierte Rechtswissenschaften an der Hebräischen Universität in Jerusalem, wo er sein Studium 1963 mit dem akademischen Grad eines Magister Juris abschloss. Auf einer Konferenz in Israel traf er mit H. L. A. Hart zusammen. Hart schrieb später, dass Raz ihn während dieser Konferenz auf einen Widerspruch in seiner Argumentation hingewiesen habe, der ihm zuvor entgangen sei. Daraufhin ermutigte Hart Joseph Raz, seine Studien in Oxford fortzusetzen.
Raz folgte diesem Rat Harts und erlangte 1967 am Balliol College den Titel eines Ph.D., ohne – wie es normalerweise vorgeschrieben ist – vorher den Titel eines Bachelors und eines Masters der Philosophie zu erwerben. Daraufhin verbrachte Joseph Raz den größten Teil seiner akademischen Laufbahn als Professor für Rechtsphilosophie an der Oxford University. Gleichzeitig war er Professor für Rechtswissenschaft an der Law School der Columbia University. 1987 wurde er in die British Academy und 1992 in die American Academy of Arts and Sciences gewählt. Für 2018 wurde ihm der Tang Prize für Rule of law zugesprochen.
Zu den prominentesten Schülern von Raz zählen der Rechtsphilosoph John Gardner, Nachfolger Ronald Dworkins an der Universität Oxford, und der Philosoph Leslie Green. Im Jahr 2006 wurde Joseph Raz emeritiert.
Joseph Raz starb am 2. Mai 2022.

## Werk
Als Schüler von H. L. A. Hart hat Joseph Raz in erheblicher Weise dazu beigetragen, dessen Argumentation in Richtung der Verteidigung des Rechtspositivismus auch nach dem Tod seines Mentors fortzuführen. Hierzu trug vor allem seine Herausgabe einer posthumen zweiten Auflage von H. L. A. Harts Hauptwerk The Concept of Law (Titel der deutschen Übersetzung: Der Begriff des Rechts) im Jahr 1994 bei. Diese zweite Auflage enthielt ein von Joseph Raz bearbeitetes Nachwort H. L. A. Harts, in dem dieser sich argumentativ mit der Kritik anderer Philosophen – insbesondere Ronald Dworkins – an seinen rechtspositivistischen Thesen auseinandersetzte.
Hart und Joseph Raz vertraten unterschiedliche Formen des Rechtspositivismus. Raz war Vertreter des exklusiven Positivismus und verteidigte die These, dass Recht und Moral notwendig verschieden sind. Damit ging er über die Positionen von Hart, Hans Kelsen und Jules Coleman hinaus. Diese Autoren vertreten als inklusive Positivisten die sogenannte Trennbarkeitsthese. Sie behaupten zwar wie Raz, dass es keine notwendige Verbindung zwischen Recht und Moral gebe, gestehen jedoch – anders als Raz – ein, dass eine vom jeweiligen positivistischen Rechtssystem abhängige Verbindung von Recht und Moral möglich sei.
Für Raz bestand die Aufgabe des Rechts darin, in einer pluralistischen Gesellschaft für Klarheit zu sorgen. Dies setze voraus, dass Recht autoritativ bestimme, was Recht sei. Wenn der Begriff und die Geltung des Rechts von moralischer Fehlerlosigkeit abhängig gemacht würden, dann verliere das Recht die notwendige Autorität, die für eine funktionierende pluralistische Gesellschaft notwendig sei.
Seit Mitte der 1970er Jahre hatte sich Joseph Raz neben der Rechtsphilosophie im engeren Sinne vorwiegend mit politischer Philosophie und allgemeiner Argumentationstheorie beschäftigt. Im Rahmen seiner politischen Philosophie vertrat er die Position eines „perfektionistischen“ Liberalismus, die er in seinem politik-philosophischen Hauptwerk The Morality of Freedom (1986) entwickelte. In seinen moralphilosophischen Werken verteidigte er einen Pluralismus der Werte. Seine diesbezügliche Kernthese ist die Behauptung, dass verschiedene Wertsysteme philosophisch grundsätzlich gleichwertig, da erkenntnistheoretisch miteinander inkommensurabel seien.

## Werke von Joseph Raz (Auswahl)
- The Authority of Law, 1979.
- The Concept of a Legal System, Oxford 1970 (zweite Auflage 1980).
- The Morality of Freedom, Oxford 1986.
- Practical Reason and Norms, Princeton 1975 (zweite Auflage 1990), Titel der deutschen Übersetzung: Praktische Gründe und Normen, Frankfurt am Main, Suhrkamp, 2006.
- Ethics in the Public Domain, Oxford 1994.
- Engaging Reason, Oxford 1999.
- Value, Respect and Attachment, Cambridge (u. a.) 2001.
- The Practice of Value, Oxford (u. a.) 2003.